# Stephane Mvibudulu
Stephane Mvibudulu (* 18. Mai 1993 in Kinshasa, Demokratische Republik Kongo) ist ein deutscher Fußballspieler.

## Leben
Mvibudulu kam 1995 zusammen mit seinen Eltern als kongolesischer Flüchtling nach Deutschland. Zunächst lebte die Familie im Flüchtlingsheim Posseck (Vogtland).

## Karriere
Das Fußballspielen begann Mvibudulu in Oelsnitz/Vogtl. und schloss sich im Folgenden dem Post SV Leipzig an. 2006 wechselte er in die Jugendabteilung des 1. FC Lokomotive Leipzig, wo er fünf Jahre verbrachte, um im Anschluss sein letztes Jugendjahr beim Halleschen FC zu verbringen.
Sein Seniorendebüt gab er in der Spielzeit 2012/13 in der Oberliga Nordost für die zweite Mannschaft des Halleschen FC. Seit der Saison 2013/14 spielte er für die zweite Mannschaft des TSV 1860 München in der Regionalliga Bayern.
Sein Debüt für die erste Mannschaft der Münchner Löwen gab er am 8. August 2015 in der ersten Runde des DFB-Pokal gegen die TSG 1899 Hoffenheim, als er in der 82. Spielminute für Rubin Okotie eingewechselt wurde. Sein erstes Spiel in der 2. Bundesliga bestritt er am 17. August 2015 beim 1. FC Nürnberg.
Zur Winterpause der Spielzeit 2015/16 wechselte Mvibudulu in die 3. Liga zu den Stuttgarter Kickers. Nachdem die Stuttgarter Kickers zum Saisonende abgestiegen waren, wechselte er zur Spielzeit 2016/17 zum Drittligisten SV Wehen Wiesbaden unter Trainer Torsten Fröhling, unter dem er sowohl beim TSV 1860 München II spielte als auch sein Debüt für die erste Mannschaft gab. Sein Vertrag lief nach der Saison 2017/18 aus und wurde nicht verlängert.
Nachdem er im Sommer 2018 die Saisonvorbereitung beim Drittligakonkurrenten SG Sonnenhof Großaspach absolviert hatte, erhielt er bei dem Klub Anfang Juli einen Zweijahresvertrag. Im Januar 2019 wurde Mvibudulu an den FC Rot-Weiß Erfurt in die Regionalliga Nordost verliehen. Bei Erfurt kam er ebenso wie zuvor bei seinem halbjährigen Aufenthalt bei Großaspach nur zu fünf Einsätzen. Am Saisonende wurde sein Vertrag mit der SG Sonnenhof in gegenseitigem Einvernehmen aufgelöst.
Zur Saison 2019/20 kehrte der Stürmer in die Regionalliga Nordost zurück und erhielt einen Einjahresvertrag bei seinem ehemaligen Ausbildungsverein 1. FC Lokomotive Leipzig. Nach dessen Auslaufen wechselte Mvibudulu innerhalb von Stadt und Liga zur BSG Chemie Leipzig. Nach zwei Jahren dort, unterschrieb er Anfang September 2022 für ein Jahr beim Regionalliga-Aufsteiger 1. FC Bocholt.